# Antonina (Korniejewa)
Antonina, imię świeckie Lubow Aleksiejewna Korniejewa (ur. 21 października 1958 w Lwowskim w obwodzie moskiewskim) – rosyjska mniszka prawosławna, przełożona stauropigialnego monasteru św. Mikołaja w Wiażyszczach od 1990.

## Życiorys
Z wykształcenia jest krawcową, posiada czwarty stopień kwalifikacji w zakresie odzieży żeńskiej i dziecięcej. W latach 1976–1979 pracowała w szwalni Kosmos w Moskwie. Następnie wstąpiła jako posłusznica do Piuchtickiego Monasteru Zaśnięcia Matki Bożej. Pracowała w monasterskim gospodarstwie, pracowni wypieku prosfor, wyplatania, w kuchni. 28 sierpnia 1980 została postrzyżona na mniszkę riasoforną, zachowując dotychczasowe imię. 18 maja 1980 złożyła wieczyste śluby mnisze, przyjmując imię zakonne Antonina na cześć świętego mnicha Antoniego Rzymianina. W latach 1986–1990 wykonywała obowiązki ekonomki domu biskupiego w Nowogrodzie Wielkim, służąc przy metropolicie leningradzkim i nowogrodzkim Aleksym.
30 czerwca 1990 została wyznaczona na przełożoną monasteru św. Mikołaja w Wiażyszczach, który rok wcześniej został restytuowany po ponad sześćdziesięcioletniej przerwie. W tym samym roku otrzymała godność ihumeni, zaś w 1998 – prawo noszenia krzyża z ozdobami. W 2013 została odznaczona orderem św. Eufrozyny Połockiej III stopnia.